# 東條なつ
東條 なつ（とうじょう なつ、1999年8月19日 - ）は、日本のAV女優。LINX所属。

## 略歴
2020年2月、配信特化メーカー・FALENOのレーベル「FALENOstar」専属女優 としてAVデビュー。
2020年4月、1stイメージDVDを発売、同年8月、ファースト写真集を発売。
FALENO専属契約（1年間）終了後に引退しようと考えていたが、マネージャーの「君のこの先を見てみたい」という一言で企画単体女優として活動を継続することを決意。2020年11月25日の公式ツイッターで、専属を離れ企画単体女優となることを報告。
2020年11月27日、クラブチッタ川崎で行われた「LADY MADONNA-拡大版-I saw her standing there～その時ハートは盗まれた～」ではライブ初出演し、J-POPの曲を歌唱。
2021年9月、FANZA「トリプルHAPPYキャンペーン2021」キャンペーンガール就任。同年9月発売の週刊プレイボーイではお嬢様系ルックスとスレンダーボディ、抜群の感度が評価され、次世代清純派AV女優10人の中に選ばれた。

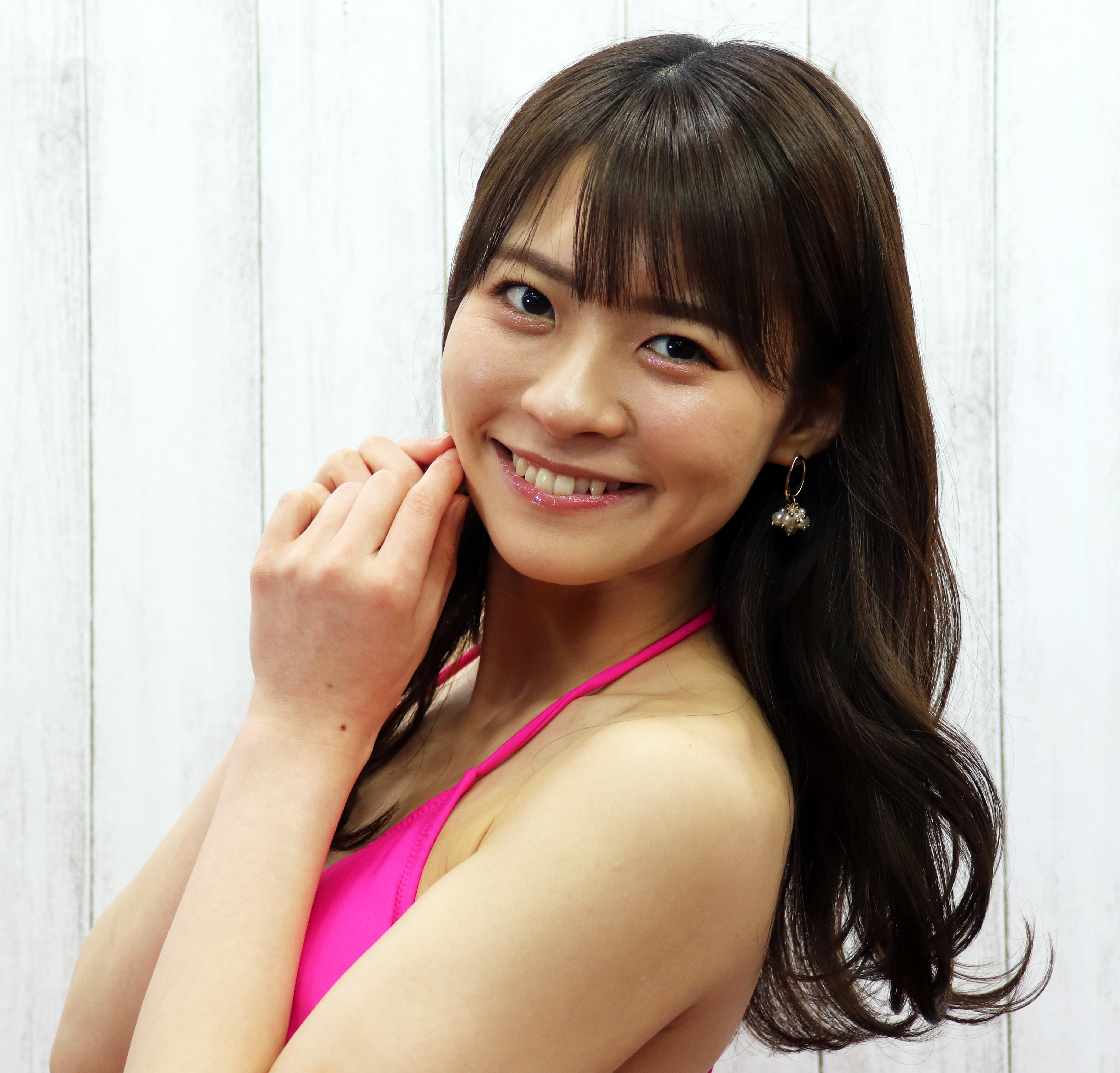
2022年3月撮影

2022年2月、FANZA「セクシースイーツキャンペーン 2022」キャンペーンガールに就任。
2022年6月27日週FANZA動画フロアランキングにおいて、2021年6月26日発売の出演作『ホイホイぱんち 12 素人ホイホイZ・個人撮影・マッチングアプリ・ハメ撮り・素人・SNS・裏アカ・顔射・美乳・清楚・美人・スレンダー・ほろ酔い・性欲が強い・ご奉仕SEX・性欲モンスター』が1位を記録。FANZA発表2022年上半期AV女優ランキング8位。2022年9月2日、HHHグループによる「トリプルHAPPYキャンペーン2022」キャンペーンガール就任。同月には水着ブランド『sugar』のファッションショーにも出演した。

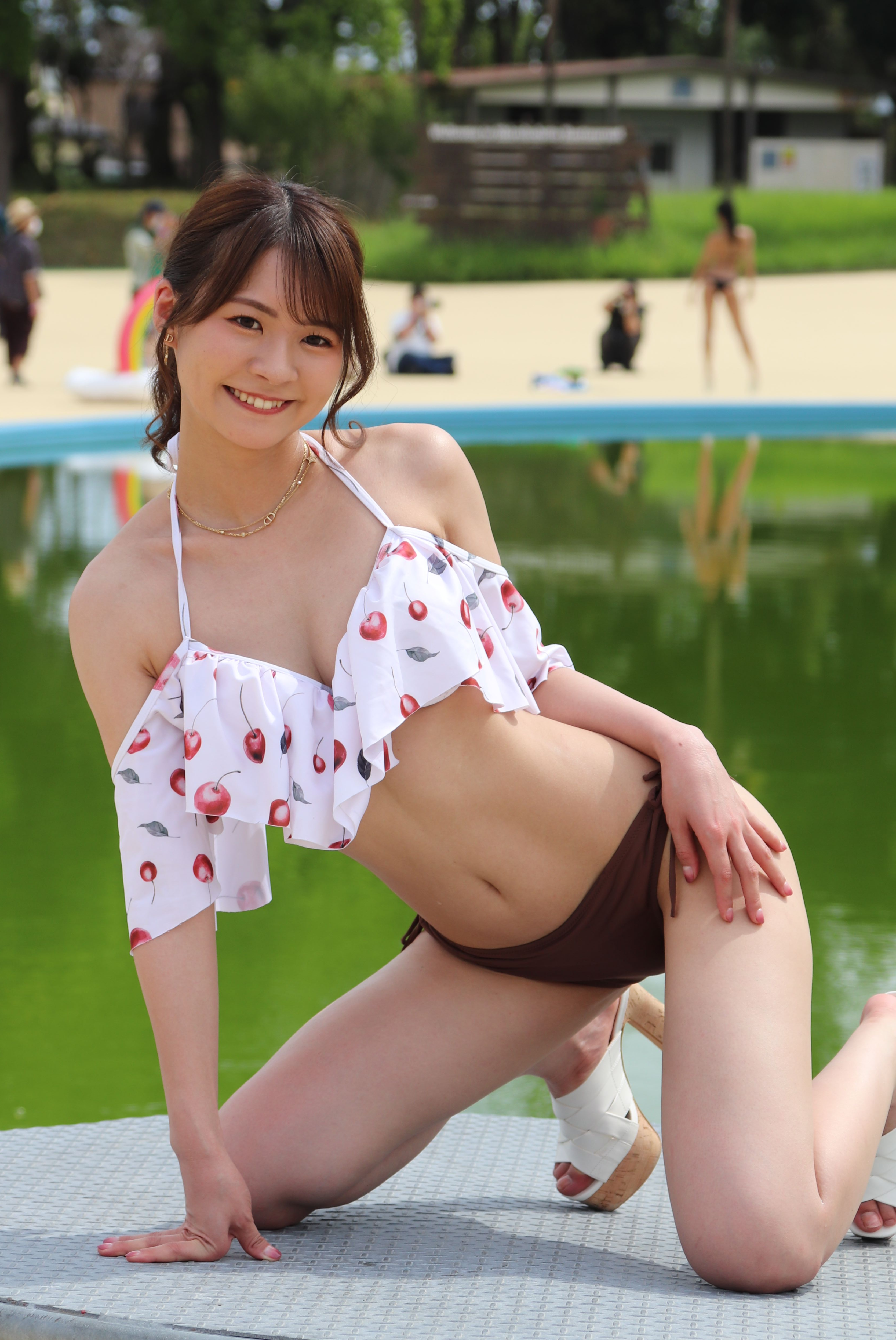
近代麻雀水着祭（2022年9月）

2022年12月1日、DMM GAMES「クリムゾン妖魔大戦 新キャラクター声優公開オーディション」にエントリー。
2022年11月度FANZAレンタルフロア月間AV女優ランキングで1位を獲得。12月度ランキングでも1位となった。
2022年12月24日に行われたクリスマスイベントにて、2023年からのCS番組『キラ☆スマ なっちゃん』の開始、MC就任が発表された。FANZA2022年年間AV女優ランキング6位。
2023年3月28日リリース作品より本中専属となる。
2023年5月に発表されたアサヒ芸能「2023現役AV女優SEXY総選挙」第28位。
2023年7月3日週FANZA動画フロアランキングにて、2022年12月に発売された出演アンソロジー作品『【福袋】S-Cute 可愛い子だけ15作品をノーカット収録38時間!』が1位を記録。8月7日週FANZA動画フロアランキングにて、同作品が3位再浮上。
同年8月31日、AV女優業休業を発表。オンライン系イベント等は継続。またAV業も桜の花の咲く時期には復帰予定とした。
徳間書店『アサヒ芸能』2023年11月23日特大号にて、髪をウルフカットにし、笑顔を封印したグラビア『その挑発、どうするつもり!?』を撮りおろしで掲載。FANZAレンタルランキング2023年11月度月間女優ランキング4位。FANZA動画フロア同年11月度女優ランキング5位。同12月度女優ランキングでも5位を維持。同2024年1月度月間AV女優ランキングで5位。FANZAレンタルフロア1月度女優ランキングでは4位を記録した。
2024年1月29日週FANZA動画フロアランキングでは、2023年8月発売の『いつも可愛いと思っていたカフェ店員をダメ元でデートに誘ったら困り顔しながらも笑ってOKしてくれて、日帰りデートのはずだったけど、ホテルに連れ込んだら、急にエッチで積極的になってきて、朝までめちゃくちゃ中出ししまくった。 東條なつ』（本中）が8位に急上昇した。FANZAレンタルフロア2024年2月度月間AV女優ランキング1位。FANZA動画フロア2024年2月度月間AV女優ランキングで6位を記録。FANZA動画フロア2024年5月度月間AV女優ランキングでは7位ランクインと休業中も人気は衰えず過去作がランキング入り。
同年12月発売作品をもって約1年ぶりに撮り下ろしAV作品をリリース。11月18日週FANZA通販フロアランキングでは12月発売の『セックスの相性抜群な2人の濃密テント内交尾 人妻になった元カノと過ごす1泊2日の中出しキャンプデート 不倫だとか世間の目だとか全てのしがらみを忘れてテントの中でナマで抱き合って中出ししまくった 東條なつ』（本中）が初登場8位ランクイン。同年12月24日、光文社『FLASH』が独自集計した「FLASHセクシー女優ランキング2024」37位。
同年12月23日週FANZA動画フロアランキングで2023年8月発売の『いつも可愛いと思っていたカフェ店員を～』が再び7位に浮上した。
ハーレーダビッドソン専門誌『VIBES』Vol.375（2025年1月号）で表紙を担当。2025年2月発表のNHKと民放キー局のドラマ制作、編成に関わっている300名にアンケートした「今、ドラマに出したい現役セクシー女優」調査第9位。5月には『TREND GIRLS撮影会2025』に参加し、セクシーでキュートであると報道された。
2025年7月7日週FANZA動画フロアランキングにて出演した『【VR】同窓会で帰省した幼馴染10人が僕とお見合い大作戦！～女だらけの田舎村で僕1人を奪い合う超ハーレム中出し大乱交～』（本中）が初登場10位ランクイン。

## 人物
栃木県出身。中学1年の時に同級生の彼と彼の家で初体験。中学時代の男子からのあだ名は「うんちょこ」。これは半分溶けてしまった生チョコをバレンタインに配ったことが由来となり、3年間呼ばれ続けた。なお、自慰は、撮影で始めて体験した。甘党。
もともと好奇心が旺盛でAV業界に興味を持っており、そこは想像上の世界に近いものと捉えていたが思い切って飛び込んでみようと思ったことがAV女優となったきっかけ。
アイドル性が高いと評され、のちにはアイドルを目指す冠テレビ番組も持つようになるが、中学時代には女性友達から「計画性なくあざといね」と言われており、大学時代には「なつが来ると男の子みんな持って行っちゃいそう」という理由から、合コンに呼ばれたことがほとんどない。中学3年の時には担任教師から「君は何も考えてないかもしれないけど、男子はその笑顔でウハウハしちゃうから惑わせるな。もう受験も近いんだから」とやや理不尽な注意をされたこともあった。痴女系作品でも満面の笑みが止まらなったが、逆にそれが監督やファンから褒められ、「改めて笑顔が武器なんだと分かった。誘惑力とともに天からの授かりもの」と表現している。
AVデビュー後は世界観に入り込んで芝居をすることが好きになっている。ただし凌辱系やネトラレものでは入り込すぎ、切ない気持ちに入り抜け出せなくなることもある。俳優の松本洋一は「笑顔が最高にチャーミング」「一方でカラミがエロイ」「また仕事でご一緒したいと思わせる女優」と印象を述べている。

### 趣味・特技
趣味・特技は楽器、習字、カラオケ、スノーボード。
楽器については『のだめカンタービレ』を見てヴァイオリンに憧れ、青少年オーケストラで演奏していたことがある。他に、ピアノ、クラリネットの経験がある。

## 作品

### アダルトビデオ
「FALENO star」専属時代
- 新人 爽やかインテリ女子大生 AVデビュー（2月2日）
- ビクビク!初イキ!3本番!東條なつ（3月1日）
- 学校でこっそりHしちゃった 東條なつ（4月5日）
- 恥ずかしいのにフルピストン騎乗位 東條なつ（5月14日）
- 爽やかお嬢さま女子大生のお上品な淫語ソープ 東條なつ（6月11日）
- 極細スレンダーコス 東條なつ（7月8日）
- 初めての絶頂お漏らし恥ずかしすぎ大洪水SP 東條なつ（8月7日）
- 逆NTRベロキス温泉旅行 東條なつ（9月5日）
- 妹のフェラチオの天才!への道 東條なつ（10月9日）
- 膣イキ中ずっ～と強制カメラ目線ポルチオ開発エステ 東條なつ（11月6日）

企画単体女優時代
- 顔出し解禁！！マジックミラー便 一流百貨店に勤務する清楚で品格漂う美容部員さん 初めての公開ディープキス編 vol.02 8人全員SEXスペシャル！！潤んだ口唇の美容部員さんが舌を激しく絡め合わせる濃厚接吻に思わずオマ○コ本気濡れ！仕事中にもかかわらずキスまみれのデ…（12月17日、ディープス）
- マジ軟派、初撮。 1571 新宿でメガネ萌えの受付嬢に癒しを与える！？日々の刺激が足りないのでチ●ポの激ピストンで心を満たすw想像以上のセックスに喘ぎまくり！！（12月20日、ナンパTV）
- 【バックでイキ狂う敏感スレンダー美少女】モバイルバッテリーを借りて駄菓子女子とパコパコSP！！引き締まった美ボディを好き放題！大画面AV観賞からの徹底電マ責め！デカチン頬張りシックスナイン！バック中心に巨根チ●コを味わえ！！【充電させてくれませんか？NO.5】（12月20日、SUKEKIYO）
- ニッコニコ笑顔のインテリ女子大生完全移籍で即はじめてのナマ中出し 東條なつ（12月20日、本中）
- ウーハービッチ S級美女 純粋無垢の子猫娘 神の手ビッチ なつ（12月20日、桃太郎映像出版）
- 誘惑パンチラで毎日痴女ってくる中出しOK女教師 東條なつ（12月20日、痴女ヘブン）
- 女好きの親父と押しに弱い妻を残して、2泊3日の出張へ行く事になりました…。 東條なつ（12月20日、マドンナ）
- 夏祭り無断お泊まりNTR「完璧でいることに疲れちゃった」彼氏とは倦怠期 ほろ酔いで帰りたくないって言われて… 浴衣姿の先輩と花火のように激しく儚く貪り合った真夏の夜の夢 東條なつ（12月20日、kawaii*）
- 【超スペシャル級】21歳【強烈に可愛い】なつちゃん参上！最近彼氏に振られた彼女の応募理由は『洗脳されたいんです…』恋に落ちると周りが見えなり重たくなっちゃう女子！失恋を癒したい【可愛すぎる保育士】とにかく思いは【真っ直ぐ】スレンダーBODYは敏感過ぎて【大量潮吹き】【悶絶イキまくり】真っ直ぐな思いが重たい美少女保育士のガッツキSEX絶対に見逃すな！（12月22日、ARA）
- ※素人イチャラブハメ撮り※至高のエロ可愛さを持つ保育士に誘惑されまくる激アツ展開！悩みもザーメンも全て受け止めてくれる最高のセフレと生ハメSEX！！（12月23日、MOON FORCE）
- 清純派、と淫交。 東條なつ（12月25日、ドリームチケット）
- 潮吹き子（12月25日、有限会社写楽企画）
- もっとお尻の力抜いてね とびっきりの笑顔で責めてくる小悪魔痴女にイカされる！ アナル舐め手コキ学園 東條なつ（12月26日、ムーディーズ）
- ［衝撃素人動画］キス大好き逆ナンチューバー千春 ナンパ先のシェアハウスに暮らす住人まとめて痴女るの巻 「私、チューすると、オマ〇コビショビショ（12月27日、キチックス/妄想族）
- 潮吹き10リットル超！ワイの自宅、水没させる気かいww無邪気な笑顔でオジさんに潮をブッカける小悪魔家出炉利ッコとの一泊二日ドキュメント映像 楓花 撮影者:独身中年男性M氏（39歳）（12月27日、First Star）
- 小悪魔挑発美少女 東條なつ（12月27日、MARRION）
- マジックミラー号 女子○生×センズリチ○ポ ドキドキ相互オナニー鑑賞会 自らの手でヌメヌメに仕上げた未熟マ○コに目の前でシコッた勃起チ○ポを挿入！ 4名全員大量顔射フィニッシュ！（12月29日、SODクリエイト）
- 【初撮り】【芸能人より可愛い】【反則級の笑顔に..】好感度120%！！絶対好きになっちゃう幼稚園の先生。いじらしい反応が最高に可愛く、激しいピストンに歪む美顔は.. ネットでAV応募→AV体験撮影 1429（12月31日、シロウトTV）
- サッカー部の女子マネージャーは毎日、顧問教師の性処理をさせられています。 東條なつ（12月31日、アタッカーズ）

- スレンダー極上美少女の底なき性欲解放で新年幕開け2連発SEX！！大絶頂のビクンッビクンッ痙攣敏感体質が露見！！マジで激イキする5秒前の膣締め搾精ムーヴで彼チン○ンを締め付け中出し！！からの！！二回戦のおかわり大絶頂！！/ラブホドキュメンタリー休憩2時間/95（1月1日、プレステージプレミアム）
- 円光なう。ビバ！不純異性交遊 東條なつ（1月1日、プレステージ）
- 「もうイってるから許して！！」家事代行サービスで派遣されてきた美人スタッフのエロ過ぎるデカ尻に即挿れ！！杭打ちピストン中出し25発射！！！（1月1日、プレステージ）
- なつ 2（1月1日、おっぱいちゃん）
- なつ（1月1日、おっぱいちゃん）
- 学園一の歌姫は、おじさんだけに喘ぎ(歌い)たい！マ・ジ・で・可愛いおっとり系美少女J○がマイクの代わりにチ○コを握って、ベッドの上で大絶唱の甘きゅんSEX！！！「(ゲームに勝ったら)おじさんのチ○コ食べる///」「大好きだよ。しゅきしゅきっ♪」どストレートな愛情表現でおじさんを骨抜きにする天然小悪魔娘に酔いしれろッwww【なっちゃん(彼女)とおじさん(彼氏)の特別な一日】（1月1日、しろうとまんまん）
- 東條なつのM男射精遊戯！射精願望で満ちた冴えない男たちの欲望…すべてなつが引き受けます！！（1月1日、クリスタル映像）
- 潜入！！噂のリンパマッサージ店 5「裏オプション、いかがなさいますか？」（1月2日、LEO）
- 百戦錬磨のナンパ師のヤリ部屋で、連れ込みSEX隠し撮り 186 バーで1回一緒に飲んだだけで連絡先も交換せず別れた娘だったんだけど無性に気になってまた会いに行って部屋に連れ込んでヤったら何してもエロいリアクションしてくれる大アタリの娘だった（1月5日、ナンパTV）
- 「一緒にイキたい！」中出し同時絶頂！無邪気な制服美少女は騎乗位で腰を振り続ける肉棒欲しがり娘でした。 東條なつ（1月10日、オーロラプロジェクト・アネックス）
- 久々に帰った実家、「お兄ちゃん！」と甘えてくるブラコン妹の身体に不覚にも勃起してしまった僕。妹も気づき『お兄ちゃん内緒だよ』と小悪魔テクで股間をこすられてそのまま…（1月15日、プレステージ）
- なつ（1月15日、S-CUTE）
- 親の再婚で突然できた義理の可愛い妹に欲情する兄弟 東條なつ（1月16日、マキシング）
- 激絶頂 華奢な体を激しく責められイキ狂う痙攣性交。東條なつ（1月16日、TEPPAN）
- ゴム有りならSEXのハードルが下がる義姉！約束したのに着け忘れ！ステルス生ハメ挿入！ 東條なつ（1月16日、ROYAL）
- ネットで見つけたエロ動画のオンナはお隣の美人妻だった…弱みに付け込まれメス堕ち覚醒（1月16日、ABC/妄想族）
- なっちゃん(21) 素人ホイホイZ・素人・アイドル級・無邪気・感度良好・ご奉仕SEX・美少女・清楚・色白・微乳・くびれ・顔射・ハメ撮り（1月16日、素人ホイホイZ）
- 鬼カワ娘に媚薬を飲ませたら脳みそバグってキメパコジャンキーになりましたwww 東條なつ（1月17日、チキチキカマー/妄想族）
- 兄は私のオナペット なつちゃん 東條なつ（1月23日、JUMP）
- なつ(21) S-Cute with 美脚のお姉さんとハメ撮りH（1月23日、S-CUTE）
- 令嬢調教 懐妊までの地獄の30日間 東條なつ（1月24日、オーロラプロジェクト・アネックス）
- 【肉尻就活生の自宅に凸】とにかくカワイイ美少女の欲求不満・純情マ●コをテントでおいしくいただきました！→おかわりSEXは女子大生のガチ自宅で！！スレンダーBODYは超敏感で大量潮吹き！自宅浸水！！ぷりぷり桃尻を揉みしだいてガン突きしたらご近所さんからクレームくるぐらい鳴いて鳴きまくる！！（1月28日、プレステージプレミアム）
- アイドルよりカワイイ♪スレンダー敏感美少女と個室撮影会！！神●し笑顔でまさにキュンです！！極上尻を強調した瞬間に電マ攻めでエッチな撮影に自然に移行！？ケイレン敏感マ○コは潮吹き体質でもありました♪感謝のピストンで激イキアクメ撮影成功！！_＃被写体希望_＃04（1月29日、プレステージプレミアム）
- 可愛い顔してデカ尻！！ 東條なつ（1月31日、MARRION）
- 美少女なつは、縛られ潮吹き。電マで潮吹き。 東條なつ（1月31日、S-Cute）
- ウーハービッチ〜お好きな女性をお好きな時にお好きな場所で！〜（2月1日、桃太郎映像出版）
- 素人一撃ナンパ！！GET！ゆるふわ女子有名TikT●k●rを一撃 即パコ！ナンパからハメるまでノーカット配信SP！！（2月5日、桃太郎映像出版）
- 脱獄者 東條なつ（2月6日、アタッカーズ）
- 【妄想主観】セーラー服を着た美少女となまなかだし性交。Natsu 01（2月8日、エロタイム）
- 【妄想主観】仕事サボってラブホで憧れの同僚と就業時間中SEX 東條さん24歳（2月10日、エロタイム）
- 完ナマSTYLE@なつ ＃陽気な中出し娘 ＃中出しカモン ＃鬼性欲 ＃最強美少女 ＃SSS級クラスNo.1 ＃生円光 東條なつ（2月12日、First Star）
- 【初回にして神回！圧倒的美少女を寝取らせ中出し】彼氏に頼まれ童貞の筆おろしする押しヨワ彼女(21歳：保育士)反則級のかわいさとスタイル抜群のスレンダーBODY！彼氏に見られながら童貞チンポに喘いでしまう超敏感体質！童貞の欲望を全部受け止める生ハメ中出し！終わった後も彼氏との仲直りSEX で激しく弄ばれイキ狂う！寝取らせぇぇぇee(そうだ！今からお前ん家でSEXしない？)#01（2月13日、プレステージプレミアム）
- なつ（2月15日、素人参加バラエティ）
- 鬼性欲な最強スレンダー美少女円光生中出し動画 セーラー服編（2月16日、ときわ映像）
- 【妄想主観】憧れの教え子と制服濃密性交 東條なつ（2月18日、エロタイム）
- なつさん（2月18日、俺の素人）
- 街行く女子○生限定！‘1cm1万円’のギリギリディルドチャレンジ！「先っぽだけなら…照」とまたがったら彼氏より大きなディルドにより敏感な膣口を刺激され発情腰振りが止まらない！（2月25日、サディスティックヴィレッジ）
- なつ（2月25日、俺の素人）
- 素人女子大生が笑顔でおかわり顔射！！大量のドピュドピュ精子を顔で受け止めオマ○コは赤面発情！そのまま連続おしゃぶり！真っ白な汚れ顔で激イキSEX！！（2月26日、赤面女子）
- 願望実現オフィス 能力に目覚めた男 東條なつ（3月3日、アタッカーズ）
- 全身隅々までね〜っとり舐められながら密着接吻SEX 東條なつ（3月5日、h.m.p）
- 【配信専用】最高の搾精美女による手コキ祭 vol.03（3月5日、プレステージ）
- なっつ（3月5日、＃素人裏アカウント ちょっぴり激しいの好き）
- 【効果テキメン激潮媚薬！！】マジ美少女ガールズバー店員にドランク&媚薬で爆潮モードに突入！！ド淫乱ガンギマリの潮吹きマ○コ！！本性解放でスレンダー美肉感尻をフリフリ連続ケイレン絶頂！！一度の大中出しでは収まらない…性欲増しのマシ美少女との2回戦…必見です！！/ラブホドキュメンタリー休憩2時間/媚薬SP/03（3月7日、プレステージプレミアム）
- 完全プライベート映像 むっつり潮吹きドM美少女 東條なつと初めての二人きりお泊まり（3月7日、パコパコ団とゆかいな仲間たち/妄想族）
- なつ（3月7日、素人おかしや）
- なつ 2（3月8日、パコッター）
- なつ（3月8日、パコッター）
- 放課後の蒸れた姪っ子マ○コに中出し 東條なつ（3月9日、ケー・トライブ）
- マジックミラー号ハードボイルド街行く女子○校生がおま○こ丸出し拘束されたまま何度もイカされ絶頂潮吹き！人生初の快感に火照りが止まらない素人娘はデカチンを見せつけられると連続生中出しも拒めない！中出し合計12発（3月11日、サディスティックヴィレッジ）
- あき 撮って出し！マジックミラー号（3月11日、サディヴィレナウ！）
- ルーズソックス着用でコギャルに変身した鬼性欲な最強スレンダー美少女と円光生中出し動画（3月12日、ときわ映像）
- セーラー服美少女と完全主観従順性交 Vol.002（3月12日、ケイ・エム・プロデュース）
- 完全主観 性欲の強すぎる憧れの同僚と仕事をサボってひたすら性交 入社2年目東條さん24歳（3月12日、S級素人）
- お願いされると断れないパパ活女子大生 東條なつ（3月18日、ROOKIE）
- 【美尻スレンダーむっつり美少女！！】隠し切れない性欲！！アイドル越えの美少女お花屋さんとムラムラデート！！抱かれる気まんまん疑惑！？ガチTバック着で挑む彼女の覚悟とは…！？デートのお礼に本場仕込みの手マンで濡れる秘密の花園に生チン連続挿入で激イキ体質発覚！！/拝啓、美人店員さま/十六通目（3月19日、プレステージプレミアム）
- 【妄想再現ドラマ】憧れの女上司と相部屋ラブホテル 東條なつ（3月19日、エロタイム）
- 【完全無欠アイドル級】笑顔が100点可愛いベビーシッターを彼女としてレンタル！口説き落として本来禁止のエロ行為までヤリまくった一部始終を完全REC！！浅草デートを楽しんだ後は、ホテルで恋人SEX！！決して爆乳ではないけどバランスの良い肉付きが最高に欲情をそそる！！特に卑猥な淫尻を突きまくるバックはフル勃起確実！！！ガチ惚れ必至の満点ムスメ！！！！【なんならもう嫁にしたい】（3月21日、プレステージプレミアム）
- ちんちん洗い〜洗体後のフェラが気持ち良すぎて女体にザーメンぶっかけ〜（3月22日、SEX Agent/妄想族）
- 【こだわり桃尻美少女と超豊潤3発搾り】「あやかさん」のまるなげ依頼！「お酒もエッチも色々知りたいッ！」笑顔120点満点ウマフェラ美少女登場！欲望剥き出しのデートコース！目隠し玩具責めで性感を研ぎ澄ませッ！オイルでヌルテカ光沢中出し+αの連続セックス【まるなげ屋 2】（3月25日、プレステージプレミアム）
- レイプ！裏切りの連鎖！お嬢様学校の女子○生！中出しされたくなかったら、お前の友達を呼べ！娘は自分のママを、母親は娘の友人を身代わりにする！無理矢理イカせる激ピスでエンドレス中出し・合計10発！！恐怖に支配された廃病院（3月25日、サディスティックヴィレッジ）
- 東條さん（3月25日、俺の素人-Z-）
- 通勤道中であの娘がみだらな行為をしてくる映像 久留木玲・結城のの・東條なつ（3月26日、TMA）
- 清楚な若妻がホームレスに無理やり犯された日々悪臭に震えながら凌辱されたその結末は…東條なつ（3月26日、NAGIRA）[55]
- 「オチンチン大きくなっちゃったから一緒にオナニーしよっか！？」 広告を見て小遣い欲しさでやって来た女の子に行っていた暴走行為 8名収録（3月27日、JUMP）
- WATER POLE ~道~ 東條なつ 旬の女優が全てを曝け出し、極限のエロスを魅せる!（4月1日、プレステージ）
- 【妄想主観】憧れのバイト先の制服娘を催淫洗脳 東條なつ（4月2日、ONETIME）
- 【配信専用】主観大好き！！エチ過ぎ注意！！すんごいレロレロベロチュー手コキで射精待った無し！ 1（4月4日、DOC）
- My電マを携帯する変態美人OL！百貨店で子供におもちゃを売る傍ら、大人の玩具で欲求不満マ○コを慰めるヤリたい盛りの新社会人と濃厚接触性交！！【マスク外してもらってイイですか？3人目】（4月6日、ナンパdeハメハメ）
- 【配信専用】キュンde旬 VOL.2 ちなつ20歳 着物でしっぽり川越小江戸デート！あれこれ食べ歩きした後は旅館でずっぽし！！（4月8日、DOC）
- 媚薬泥●中に激振動ペニスリングでポルチオRUSH！性欲爆発オーバーシュート（4月8日、サディスティックヴィレッジ）
- クラスで一番可愛い優等生 憧れの制服女学生と完全主観性交 東條なつ（4月9日、ケイ・エム・プロデュース）
- 同人ヒロインX 美少女仮面オーロラ 清純陥落 東條なつ（4月9日、GIGA）
- 喪服未亡人と濃厚性交。Vol.003（4月9日、BAZOOKA）
- 【妄想主観】犯●れたがる受付嬢 NATSU（4月9日、エロタイム）
- NATSUchan(21) 素人ホイホイ・セフレ・健康的美人・エロポテンシャル・フェチ・美少女・美乳・清楚・くびれ・パンスト・タイツ・ハメ撮り（4月15日、素人ホイホイ）
- 【アイドル以上】【熱狂デキるカワいさ】【ダダ濡れ大洪水ま●こ】【夢は保育士18歳】【あざとさ100%可愛さ200%】【恥じらい連続絶頂】桜満開！エロ満開！あきちゃんパッカーン開花宣言！可愛さとエロさが同居中のぴちぴち大学生あきちゃん！見れば見るほど好きになるアイドル以上の逸材あきちゃん！あきちゃんファン倶楽部会員募集中！しろうとちゃん。♯008（4月16日、しろうとちゃん。）
- 東條なつのにこにこM男いじり（4月17日、クリスタル映像）
- 胸元ゆるゆるノーブラフェラ〜見えそうで見えない少し見える乳首〜（4月18日、SEX Agent/妄想族）
- 女子アナ志望インテリ女子大生が膣イキ激ピスお漏らし淫語NTR！！東條なつ初BESTフルコース8時間（4月22日、FALENO）
- MOON FORCE CHEERS ぱこぱこしろうとコレクション vol.10（4月23日、DOC）
- 義理の父に貪り犯●れ続ける娘の近親相姦映像（4月23日、I.B.WORKS）
- 「あぁこねくりたい！！」 年下の幼なじみが無警戒ノーブラこんにちは！！ぽろり丸見えプリプリ乳首をイジってヤル！！ 東條なつ（4月23日、ムーディーズ）
- 【シリーズ初ギャル自宅×中出しいろいろ5連発】カワイイJAPAN代表！連続絶頂アシストからの中出しハットトリック！セルジオ●後もビックリの連続ハメ潮！リトルHONDAも呟いた「このギャル本物や」次回予告「ジャクソンカップ2021MVPはこの子で確定！」【ギャルしべ長者50人目そらちゃん】（4月24日、Jackson）
- AV初体験【子供大好き】【甘えたがり】【唐突なおもらし】美尻！美脚！そして美少女！！文句なしニコニコ保育士がどエロ衣装で乱れまくるおねだりSEX！開幕！ おうぼガール＃012（4月27日、HHH）
- 義父に飼われた私 東條なつ（5月1日、プラネットプラス）
- 差し出された女子●生 東條なつ（5月1日、アタッカーズ）
- エッチで可愛い憧れの女上司が泥●。終電を逃して相部屋ラブホテルで…一晩中ねっとり濃厚ベロキス性交し続けた一夜。東條なつ（5月8日、ケイ・エム・プロデュース）
- 【完全主観】同じ職場の憧れの受付嬢とヤリたい放題性交 Vol.002（5月8日、BAZOOKA）
- 終電を逃した酔っ払った同僚とホテルで相部屋に…あまりの無防備な姿に我慢出来なくなって…Vol.008（5月8日、S級素人）
- おねだり妹のイケナイ誘惑セックス 東條なつ（5月11日、ケー・トライブ）
- NATSU（5月12日、俺の素人）
- マスク外してもらってもいいですか？！街行くマスク美人をガチナンパ！マスクと一緒に変態素人さんの性欲リミッターも外してしまい大乱れ！（5月13日、DOC）
- 最終電車で痴女とまさかの2人きり！向かいの座席でパンチラしてくるホロ酔い美脚女の誘惑で勃起したらヤられたVOL.3（5月20日、DANDY）
- 拝啓、美人店員さま。04 37（5月21日、プレステージ）
- 東京円光娘。圧倒的な可愛さの制服女子をハメる 敏感J●なっちゃん（5月21日、ナンパJAPAN）
- 【妄想主観】絶対服従排卵日ご奉仕メイドと子作り性交 01 東條なつ（5月21日、エロタイム）
- 【妄想主観】いいなりアイドルと濃密性交 生中出し枕営業 僕だけの肉便器に… NATSU（5月21日、エロタイム）
- 【シリーズNo1変態性癖×ザーメン放出フェチ】超絶スペシャル級の可愛さ！しかもエロい！奇跡の変態介護士登場！揉んで！舐めて！吸う！彼女のスゴテクにアソコが極楽浄土！美クビレ際だつビキニで腰フリダンス騎乗位！猫耳淫女と3回戦！スケベなメス猫を電マ&バイブの弄りたおす！！Semen Lover Cat【なまハメT☆kTok Report.18】（5月22日、プレステージプレミアム）
- ULTRA SWEET 赤貝 捕らわれの美少女戦士玩具化調教 小悪魔爆逝きパニック地獄 東條なつ（5月22日、AVS collector’s）
- 【デリヘル盗撮】即尺&足の指からアナルまで全身舐め回す極上舌テク！チ●ポを目の前に愛液ダラダラ垂れ流すドスケベデリ嬢とリピ確SEX！（5月24日、ドキュメントdeハメハメ）
- 某デリヘルで隠し撮り映像がダダ漏れ！人気美人嬢の接客術は本番必至！！？調子に乗った客が中出しまで！最高盗撮映像4名（5月27日、DOC）
- 充電させてくれませんか? vol.02（5月28日、プレステージ）
- ワリキリ 美味しそうな太ももでパンモロ誘惑され汗だく密着ハメ放題させてくれる色白の制服天使（5月28日、変態紳士倶楽部）
- ナッシー（5月28日、ヤリらふぃ〜♪）
- 【神くびれ×鬼イキ絶頂】アイドル級の可愛さで高偏差値ボディの「みお」ちゃんとハメ撮りSEX！撮られるのは恥ずかしいとか言いながらも激震ピストンで連続絶頂！一度エロスイッチが入るとおチ●コ欲しがり娘へと大変身！【しろうとハメ撮り＃みお＃20歳＃笑顔がカワイイ美少女】（6月3日、MOON FORCE）
- 今夜お姉ちゃんが帰ってくるまでずっーと乳首いじっててあげる 東條なつ（6月4日、h.m.p）
- なつ 2（6月4日、俺の素人-Z-）
- 一か月の禁欲生活の果てに…彼女が不在の2日間、理性も良心も捨て、彼女の親友とひたすら狂ったようにハメまくった…ただそれだけの記録。（6月10日、DOC）
- なつ先生（6月10日、ゾクゾクタイム）
- 素人美少女とリモコンバイブお散歩2ーNK区編ー「もう我慢できません…//」人混みの中ビクビク震えてイキまくってしまう女子たち！人生初の羞恥プレイでまさかのエロスイッチオン！車移動中も窓全開放で大胆カーオナニー！最後は近くのスタジオで心行くまで生セックス！（6月11日、赤面女子）
- 美脚ルーズソックスGAL制服美少女 Vol.003（6月12日、BAZOOKA）
- なっちゃん（6月13日、GO！GO！お手当ちゃん）
- なつ（6月14日、高揚）
- お尻大好きしょう太くんのＨなイタズラ 東條なつ（6月17日、グローリークエスト）
- ストーカー被害にあってる幼馴染に下校中のボディーガードを頼まれた 東條なつ（6月17日、かぐや姫Pt/妄想族）
- バイト先のクソ真面目な学生を催淫洗脳して僕専用の肉便器にしてみた件 東條なつ（6月24日、ONE MORE）
- はるちゃん（6月24日、素人ホイホイ）
- 再会…。 東條なつ（6月26日、KSB企画/エマニエル）
- ホイホイぱんち 12 素人ホイホイZ・個人撮影・マッチングアプリ・ハメ撮り・素人・SNS・裏アカ・顔射・美乳・清楚・美人・スレンダー・ほろ酔い・性欲が強い・ご奉仕SEX・性欲モンスター（6月26日、素人ホイホイ/妄想族）
- なつ 2（6月29日、素人羞恥娘。）
- なつ（6月29日、素人羞恥娘。）
- 男優に興味津々なめちゃカワイイ女子大生は中出しOK（7月1日、投稿マーケット素人イッてQ）
- なっちゃん（7月1日、新世代女子）
- ホイホイぱんち 12 素人ホイホイZ・個人撮影・マッチングアプリ・ハメ撮り・素人・SNS・裏アカ・顔射・美乳・清楚・美人・スレンダー・ほろ酔い・性欲が強い・ご奉仕SEX・性欲モンスター（7月1日発売、6月26日配信開始、素人ホイホイ/妄想族）
- レンタル彼女。×PRESTIGE PREMIUM 16（7月2日、プレステージ）
- あなた、許して…。 年の差婚の落とし穴 東條なつ（7月2日、アタッカーズ）
- 羞恥！野外腰砕け！激ヤバ・ビッグバンローターをマ○コに入れて潮吹きアクメデート！19なつ 東條なつ（7月8日、サディスティックヴィレッジ）
- 生誕20周年記念作品 電撃戦隊パーフェクトレンジャー2021 東條なつ（7月9日、GIGA）
- 【完全主観】即尺即ハメOK美少女メイドと排卵日子作りエッチしよっ Vol.001（7月10日、BAZOOKA）
- 最愛の推しアイドルと排卵日に生中出し枕営業。Vol.001（7月10日、BAZOOKA）
- 【配信専用】<<完全主観>>貴方のチ○ポも必ず抜かれる…！手コキしか勝たん！美少女手コキ！2（7月15日、DOC）
- 素人鬼カワ娘 個撮・ドスケベ・デカ尻・ギャル・ハメ撮り（7月15日、チキチキカマー/妄想族）
- Tちゃん（7月16日、ホームメイド）
- 素人数珠つなぎドキュメントしろうとちゃん。BEST ＃001 顔面偏差値全員70以上SP ドM歯科助手！石原さ●み似美女！顔面アイドル以上18歳！全員可愛いが過ぎる至高の美女3人の個人撮影245分ッ（7月17日、はめちゃん。）
- 隣のゴミ部屋に監禁された制服少女は 絶倫オヤジの精液ぶっかけ種付けレ×プで汚されてイク... 東條なつ（7月22日、ワンズファクトリー）
- なつ（7月23日、＃素人裏アカウント ちょっぴり激しいの好き）
- なっちゃん 2（7月27日、素人ホイホイ）
- 射精っても止めないチンシャブ中毒女 東條なつ（7月30日、ワープエンタテインメント）
- デートクラブで指名したら、普段は真面目で大人しい新卒入社の子がやって来たので、むちゃくちゃセックスしてやった。 東條なつ（7月30日、アタッカーズ）
- なつ（7月30日、こいびとみまん）
- フェラ友ごっくんJ系デート 東條なつ（7月31日、山と空/妄想族）
- Ma○ko Device BondageXXII 鉄拘束マ○コ拷問 東條なつ（8月4日、グローリークエスト）
- あの日からずっと…。 緊縛調教中出しされる制服美少女 東條なつ（8月6日、無垢）
- 合宿レ×プ輪姦 憧れの女子マネージャーが絶倫部員達の激ピストン連続中出しでおま○こブリブリ精子逆流アクメ 東條なつ（8月6日、ムーディーズ）
- ナツ（8月6日、えちえち素人）
- 【極エロ新章・開幕ッ！！新時代のSNSナンパ】テ●ンダーで“即”ってセフれ！！圧倒的にエロ可愛い教育実習生とマッチング！！敏感にも程があるスレンダラスBODYを貪るようにハメ倒す！！イってイってイキまくり、異常な量の潮吹きに、あえなくベッド水没ッ！！フル勃起不可避の衝撃映像を堪能せよ！！【t●nderist！！】（8月8日、Jackson）
- カフェ娘連鎖痴●2 営業中の店内でイキ堕ちた言いなり店員を利用する数珠つなぎ痴●計画（8月12日、ナチュラルハイ）
- 女子●生図鑑 青い制服編（8月13日、赤面女子）
- 【完全主観】天使のように優しい保育士さんは童貞くんに授乳手コキで母性覚醒！！グチョ濡れマ●コで素股プレイ中にヌルっと生挿入！恥じらい筆下ろしSEX 保育業界で働く女性はエッチだった件！SP（8月14日、ゾクゾク娘/妄想族）
- 魔の媚肉激震貫通マシーン Part3 狂おしき絶頂地獄の操り人形たち（8月14日、BabyEntertainment）
- なつちゃん 2（8月19日、俺の素人）
- お持ち帰り6周年記念作品 豪華版 @えち活はじめました！！＃お持ち帰り vol.5 特別編 230分（8月20日、お持ち帰り）
- あき（8月20日、俺の素人-Z-）
- 女体拷問研究所 III JUDAS FINAL STAGE Story-6 若き熱烈は屈辱じかけの絶頂に狂い泣く 東條なつ（8月21日、BabyEntertainment）
- 超超超かわい～～ッ！観れば絶対恋をする天使ちゃん！！東條なつvsウルトラ冴えない大学生童貞！！【今回のデートコース：[お台場]カフェ⇒ゲーセン⇒射的⇒観覧車】女優に丸投げ！リアルドキュメント・ガチンコSEX！（8月26日、GOOD-BYE-CHERRYBOY）
- AV女優/東條なつ（8月26日、スパークビジョン）
- おもいっきり生電マにイキ我慢できたら100万円！イッたらデカチン即ズボ激ピス生中出し！極上素人美女が大量鬼電マに爆イキ絶叫イクっイクイクっイクぅぅぅ〜！！108アクメ（8月27日、赤面女子）
- 制服美少女、乳首堕ち。 東條なつ（8月27日、ワープエンタテインメント）
- 【激かわギャルとイチャラブ中出しSEX】読モ兼ガルバ店員のゆきちゃん！顔面優勝なあざと可愛い女子だけど乳首責め&フェラしたがりなご奉仕型小悪魔系の隠れビッチ！泥酔して敏感になったちっぱいと早漏マ○コでお漏らし&潮吹きまくり！！＜エロい娘限定ヤリマン数珠つなぎ！！～あなたよりエロい女性を紹介してください～88発目＞（8月28日、プレステージプレミアム）
- おしっこ114連発 98人（9月2日、グローリークエスト）
- フレッシュOL倶楽部！！ なつ 東條なつ（9月4日、下半身タイガース/妄想族）
- ホイホイぱんち 15 素人ホイホイ・せふれちゃん・美少女・個人撮影・マッチングアプリ・ハメ撮り・素人・SNS・裏アカ・顔射・美乳・巨乳・清楚・高身長・美脚・イチャラブ・ほろ酔い・セフレ（9月4日、素人ホイホイ/妄想族）
- 【フルバージョン】おうぼガール ♯011♯はる(21) ♯AV初体験♯おもらし症候群♯美尻美脚美ボディ♯甘えおねだりSEX♯即濡れエッチ大好き♯文句なしニコニコ保育士（9月9日、プレステージ）
- 素人男女モニタリング実験でゲッツ！！♀性欲満タン20代女子♂童貞なのにED「童貞チ○ポお借しします」欲求不満なちょい痴女お姉さんたちと勃起しない童貞クンをラブホに2人きりにしたら筆おろし中出しまでしてくれるのか？密着ベロチューSEXで濃厚精子を搾精SP！！（9月9日、ゲッツ!!）
- 寝取らせ検証『夫婦のセックスを記念に残すはずが代役との疑似SEXに…』プライベートAV制作で他人棒をオマ○コに擦られ続けた妻はその後浮気してしまうのか？VOL.6（9月9日、コスモス映像）
- マジ軟派、初撮。 1687 可愛い上に愛嬌まで！彼氏持ちで友達と待ち合わせ中なのに…雰囲気に飲まれてSEXしてしまったスケベ娘！話してる時も感じてる時も最初から最後まで可愛い天使っぷりをご堪能あれ！（9月11日、ナンパTV）
- ノーカットセレクション新スーパースター降臨 東條なつ8時間BEST（9月11日、宇宙企画）
- 【特級美少女】【極細美体】【サプライズ生はめ撮り2NN】顔面レベチ神美少女の極細美体が震えて反り感じまくる超極シコハメ撮り！！突然のハメ撮り提案に臆さず楽しむ性のツワモノ感ましましww令和最強ハメ撮り娘降誕の予感…！！/ラブホドキュメンタリー休憩2時間/116（9月12日、プレステージプレミアム）
- なつ（9月15日、アイドリ）
- なつちゃん 3（9月17日、俺の素人）
- 【性欲爆発寸前エチエチ爆弾スレンダー神ボディ美JDをエチエチ水着撮影！！】かねこま！？のんのん♪ヤラなこま♪性欲発散希望のド淫乱美少女と即ホで水着撮影…だけで終わる訳もなく！！もちろんお触り！！おしゃぶり！！クンニのなんでもござれ！！唯一NGはコンドーム！！生チン信者のドスケベJDと水着撮影のはずが2連NNしてしまった件！！/男優のセフレ/No.85（9月18日、プレステージプレミアム）
- 日焼け姪っ子姉妹 東條なつ 天然美月（9月24日、TMA）
- なつ（9月24日、素人CLOVER）
- 家まで送ってイイですか？ case.185 カメラ目線にドキッ！顔で抜ける【カワイイことは罪ですか？SP】⇒恥ずかしくてイクって言えずにこっそりイク"ムッツリ"⇒多分イク×30回以上⇒『黙れ、ブス。』一瞬の戦慄…彼女に何が！？（10月1日、ドキュメンTV）
- 青チェ円光特別編 4（10月1日、蜃気楼）
- 【配信専用】小生意気なJ●が淫語連発！！羞恥と快楽でM男責め！！4（10月7日、DOC）
- 強●ねじ込みベロキス痴●（10月7日、ナチュラルハイ）
- 図書館で声も出せず糸引くほど愛液が溢れ出す敏感娘25 乳首開発でイキまくる女子○生2枚組SP（10月7日、ナチュラルハイ）
- 神アプリで知り合ったエロカワ現役女子大生に生中出し06（10月9日、宇宙企画）
- 【個人撮影】カップルY●uTuberの軽井沢デートVlog→ハメ撮り濃厚SEX！！！ニコニコ笑顔で愛嬌抜群のめっかわ彼女！敏感スレンダーボディがエロすぎるッ！【彼氏に極秘オファーして買い取ったリアル性交映像】#002（10月15日、VLog Diary）
- 小悪魔美少女にねっとり調教された中年教師 東條なつ（10月16日、AVS collector’s）
- 素人ギャル数珠繋ぎドキュメント001 大宮ギャル アパレル店員 ナッシーちゃん（10月22日、TMA）
- 貧乳クラスメイトの敏感ちっぱい擦り付け誘惑に勝てずに何度もゴム無しSEX 東條なつ（10月22日、ROYAL）
- ヒロインピンチ17 美少女戦士セーラーセレーナ 東條なつ（10月22日、GIGA）
- あやかし討滅伝 コウガイガー 東條なつ（10月22日、GIGA）
- なつ（10月26日、パコられ美少女）
- 大っ嫌いな上司のチ●ポがドストライクすぎて…セクハラSEXで死ぬほどイカされたその後、貪り合うようなおかわり中出し性交 東條なつ（10月29日、ムーディーズ）
- 中出し6発敏感イキの天才 週末、会ってくれませんか？ホントに来た娘とホテルで生ハメ！ なつちゃん（大学3年生）（10月29日、ナンパJAPAN）
- 素人一撃ナンパ！！GET！ ミス○山学院コンテストファイナリストの神美女 ＆ ゆるふわ女子有名TikT●k●rを一撃即パコ！～ ナンパからハメるまでノーカット配信SP！！（10月30日、桃太郎映像出版）
- N.T（11月4日、素人ホイホイ）
- おなつ（11月10日、素人ホイホイsweet！）
- T！kT*k de GALナンパ vol.001（11月12日、素人まっちんぐEX）
- 【個撮】どこでもフェラ5 11人（11月13日、かぐや姫Pt/妄想族）
- ラグジュTV 1485 綺麗で笑顔が素敵な看護師さんが「普通のセックスでは物足りない…」と刺激を求めて登場！感じれば感じるほど妖艶な表情を浮かべ、連続ピストンで絶頂を繰り返す！！（11月19日、ラグジュTV）
- 制服緊縛 緊縛の快感が私を狂わせていく…。 東條なつ（11月20日、AVS collector’s）
- 【プリ尻スレンダーギャルにぶっこみ大大大絶頂】初回はガチ恋確定の激かわJDゆりあちゃんが登場！！毎週末クラブ行っちゃうほどの音楽&お酒好き！！酔ったらもう止められないレーザー乱射おしっこビームwwエイトビート刻みながら中イキ外イキ極めつくしてスッキリ大解放SEX！！【女子大生のツボ、ぶっこみます！！#01】（11月27日、プレステージプレミアム）
- 噂の女子校生地下アイドル おっさんのファンと小遣い稼ぎの個人営業 なつちゃん 東條なつ（11月27日、JUMP）
- なつ 2（12月1日、素人おかしや）
- 誘惑7 仕事中にチ○ポを触りたがる7人のOL達（12月4日、下半身タイガース/妄想族）
- なつchan（12月7日、素人まっちんぐ）
- クリパレ●プ！聖夜なのに塾でボッチな進学校の女子学生を同級生のフリをしてクリパに連れ込み首絞め！水責め！極イラマ！そしてトドメのマシンバイブ！潮とヨダレを吹き散らし発狂したJ○は、自分が助かる為に親友を売る！（12月9日、サディスティックヴィレッジ）
- 浮気がバレた絶倫ヤリチン夫を説教しにきた嫁の親友 東條なつ（12月10日、VENUS）
- 本物全裸素人 局部パーツ接写 全裸ストレッチ編 Part.2（12月11日、S級素人）
- 新世代の神女子 ＃1 全員初対面で生ハメ中出ししちゃう貞操観念もお股もユル～い神女子3人240分SP！ 素人・ハメ撮り・SNS・浮気女子・巨乳・肉食女子（12月15日、ニュージェネ）
- 【健康的美人】フットサルサークル女子大生 19の激細ボディ震わせながら何度も中出し懇願！スポーツ女子の性欲ハンパないゴリゴリSEX セフレから流出 【ガチ】（12月16日、いんすた）
- 【キュートなフェラ好き美少女】朝から晩までずーっといちゃいちゃしてたいフェラ笑顔無敵！本当はちょっと強引くらいのエッチが好きなバー店員専門学生はお酒弱いけど、酔うとめっちゃキスしたくなるキス魔どエロさ満点！ ぷりっっぷりのお尻を揺らして吸いつくようなバックで男を 100%イカせる！！このあざと可愛いボディ！！！くねくねイキ狂うスケベにチ●コ2本で連続セックスwww【エロのスジガネNO.4】（12月17日、SUKEKIYO）
- 黒髪美少女は純真華憐/東條なつ（12月17日、メディアアーツ）
- まだキスもしておらず清純だと思っていた彼女のエロ垢がクラスのチャラ男にバレて脅されて寝取られた話 東條なつ（12月18日、かぐや姫Pt/妄想族）
- なつみ（12月22日、素人道）
- いちゃはこ！アイドル顔で癒し系なのにドエロいあいちゃん＆天真スマイル★スケベ妄想娘なつちゃん（12月30日、SUKESUKE）
- 行列が出来る中出し中毒公衆便女 濃厚オヤジの追撃種付けプレス20連発大乱交 東條なつ（12月31日、ワンズファクトリー）

- なんでもokな変態ギャルデリヘルと一日やりたい放題 東條なつ（1月8日、ケイ・エム・プロデュース）
- 【4K】コスプレ×トウジョウナツ 東條なつ（1月8日、CosDeluxe）
- ノーハンドフェラは奴●の証！4 手を使わずにフェラチオする10人の素人娘（1月8日、かぐや姫Pt/妄想族）
- 【流出】 ミス○○塾大学 女子アナの卵(21) 個人撮影会でのハメ撮り【取り扱い注意】（1月9日、いんすた）
- 現役私立女子○生_処女マン初ハメ撮り_アイドル級の美少女に連続無断中出し（1月11日、インディ）
- あやかし討滅伝コウガイガー もう一つの結末 大あやかしの恐怖（1月14日、GIGA）
- 一人暮らしだけど毎日「ただいま」と言って帰宅していたら、ある日突然「おかえり」と声が返ってきて女子学生のママが顕現した！オギャって甘えて赤ちゃん返りSEX 東條なつ（1月18日、かぐや姫Pt/妄想族）
- なつ、妄想デレデレ女子○生。クラス一の美少女がまさかの厨二病で先生だいしゅき！と告白してきたので、そのアイドル顔とスレンダーなカラダは僕のモノ！ 東條なつ（1月27日、SWITCH）
- 喉奥で濡れるドM美少女女子校生…いちゃラマ（いちゃいちゃイラマチオ）SEX2美少女3人260分はずれなし！！（1月27日、ひよこ）
- 激シコ制服美少女が挑戦！？おち○ぽデッサン！あなたのオマ○コに挿れて欲しいデカチンを描いてくださいw（1月28日、赤面女子）
- オシャレにもセックスにも敏感なキラキラ女子○生の危険すぎる裏バイト4（2月4日、宇宙企画）
- 働く妻 出張先で犯された2 東條なつ（2月5日、ながえスタイル）[57]
- トビジオっ! 学園ハイスクール 学校にいる間はずっと潮吹きっぱなし・失禁しまくる制服女子（2月10日、SODクリエイト）
- 性欲旺盛な甥っ子が寝ている間にチ○ポをしゃぶり夢精汁を毎日ごっくんしていた欲求不満な叔母は中出しされても怒らない（2月10日、ナチュラルハイ）
- 素人なのにディルドオナニーで激しく感じちゃう一般人娘 9（2月15日、かぐや姫Pt/妄想族）
- ▲セクシースイーツキャンペーンSpecial DVD！（3月2日、エスワン）[58]
- 制服美少女の妹はセックス依存症と診断された兄の性欲処理をしている。桃色かぞくVOL.22 東條なつ（3月10日、SODクリエイト）
- 私、実は夫の上司に犯●れ続けてます… 東條なつ（3月15日、溜池ゴロー）
- 危険日直撃!!子作りできるソープランド37 アイドル編 東條なつ（4月7日、Mr.michiru）
- 先生、なつを食べて!バカップル同棲生活 女子生徒が僕の家に押しかけて来た!でも、お風呂にする?ご飯にする?それとも…東條なつ?!と、エッチな毎日を過ごしてます!（4月7日、SWITCH）
- パパ活女子の3P乱交温泉旅行 東條なつ（4月12日、First Star）
- 【ハメログ】東條なつちゃんにお酒を飲ませたらヤリマンオーラが全開だったのでそのままハメ撮りしちゃいました！（4月19日、チキチキカマー/妄想族）
- 今日はこのオジサンの言う事をちゃんと聞くんだよ。 東條なつ（5月3日、アタッカーズ）
- 放課後に彼女と。どこでもラブラブセックス。 東條なつ（5月3日、S-Cute）
- 彼女の姉はマゾ女 東條なつ（5月10日、グローリークエスト）
- オナサポ！！ 女子○生 着衣で全裸で挑発的ダンス 2（5月3日、かぐや姫Pt/妄想族）
- 超絶技巧で全身をじっくりと舐めまわすスローリップデリヘル（5月10日、レアルワークス）
- 放課後オナホ倶楽部 制服ギャルに精飲＆中出しでパコり放題！ 東條なつ（5月17日、kira☆kira）
- 完全犯罪ステルスおじさん ～透明化させられ誰にも気付かれず絶望レ○プされる清純美少女～ 東條なつ（5月24日、ダスッ！）
- 【4K】逆ナンベロキス誘惑！東條なつ只今絶賛発情中！（5月21日、クリスタル映像）
- 僕を助けてくれる幼なじみがいじめっこに犯●れているのを見て勃起した 東條なつ（6月7日、ムーディーズ）
- プライベートで東條なつをハメドリッ！（6月7日、マックスエー）
- 妹はち○ぽツンツン女！欲情した兄のデカチンこすりつけてイケない事ってわかってるけど快楽に溺れて騎乗位でズッポリ生ハメしちゃう！ 東條なつ（6月10日、アリスJAPAN）
- 【4K】このメス女…只今発情真っ盛り！？ 東條なつとしてみませんか？（6月14日、クリスタル映像）
- 緊縛露出羞恥に目醒めた変態美少女 東條なつ（6月21日、無垢）
- すっぴんなつはイチャラブしか勝たん 元教え子が僕の家にお泊まり!すっぴん姿に、歯磨き姿に、彼シャツ萌え袖姿に、怒った顔などなど、彼氏の僕だけが見れるカワイイなつがいっぱい!（6月23日、SWITCH）
- 刑期を終えた強●魔が10年ぶりに女を犯した日。 東條なつ（7月5日、アタッカーズ）
- 妹のエロコス姿が可愛すぎて、すぐに勃起してパコパコしちゃったけど、マン汁ビチョビチョだったからOKだよね?!エロコス4変化! おまけ映像付きだよ!（7月7日、SWITCH）
- 私が乳首でイッちゃうのであれば、私のファンも乳首でイケるようになるべきだよね 東條なつ（7月12日、ロイヤル）
- 玄関開けたら速攻ヤリマンGALJ●（7月12日、BAZOOKA）
- 僕だけが知ってる学級委員長の裏顔。 学年一の清楚なクラスメイトからド下品にアナルを見せつけられて誘惑杭打ち中出しされちゃった僕。 東條なつ（7月19日、ムーディーズ）
- 家族が旅行で不在の間、可愛い娘の幼馴染に誘惑中出しされて… 娘の幼馴染のキツキツマ●コがドストライクすぎて…旅行後も止められない禁断の中出し不倫 東條なつ（7月19日、本中）
- 愛しのリアルラブドール 東條なつ（7月21日、WildOne）
- 突然押しかけてきた嫁の姉さんに抜かれっぱなしの1泊2日 東條なつ（7月26日、VENUS）
- 小悪魔女王蹂躙地獄 サディスティック美少女vs暴虐のヤカラ 東條なつ（7月26日、BabyEntertainment）
- スレンダー連れ子を媚薬オイル調教 体液（涎・愛液・潮）噴出イキまくり肉便器堕ち 東條なつ（8月2日、ムーディーズ）
- 東條なつの凄テクを我慢できれば生★中出しSEX！（8月2日、ワンズファクトリー）
- 「シャワー貸すだけだよ？」終電なくなり同僚女子社員の部屋に… 無防備すぎる部屋着と生脚に興奮した僕はチラつく妻の存在が吹き飛ぶほど一晩中モウレツにハメ狂った… 東條なつ（8月2日、kawaii）
- シロウト観察 モニタリング～王道美少女 東條なつが愛嬌フルスロットルの淫語接客で無双状態！～DVD販売店編＆街中ナンパ待ち編（8月2日、桃太郎映像出版）
- 思春期の娘 父親に恋するメンヘラ少女の狂気の恋心 なつちゃん 東條なつ（8月27日、JUMP）
- 先生、私が好きなら…唾液マン汁おしっこ潮ぜ～んぶ飲めるでしょ！ 体液ダラダラ舐めさせてイク変態J系が超ヤバい！ 東條なつ（9月20日、ムーディーズ）
- 【4K】4K Revolution デレかわいいが…止まらない。 東條なつ（9月17日、クリスタル映像）
- 家事はしてくれないけれど、スケベな事ならしてくれる性処理専門メイド 東條なつ（9月20日、プラネットプラス）
- 僕だけが知ってる後輩女子の裏顔。 彼女と上手くエッチできないことを知った清楚ビッチ部下に応援されて、乳首舐め・アナル舐めでビクビク感じるM男の中出しを教え込まれた僕。 東條なつ（9月27日、本中）
- 寸止めで快感倍増！童貞君の早漏チ○ポを延々と焦らす幼馴染の凄テク射精コントロール 東條なつ（9月27日、ロイヤル）
- 潮・涎・汗ドバッドバッ！ 大嫌いなセクハラコーチの絶倫ピストン漬けで絶頂を無理矢理教え込まれる媚薬キメセク強化合宿 東條なつ（10月11日、ダスッ！）
- オナサポ！！ 女子○生 着衣で全裸で挑発的ダンス 3（10月11日、かぐや姫Pt/妄想族）
- 完全着衣 ハイレグ濡れ濡れWET＆FUCK 東條なつ（10月18日、ミル）
- 露出・輪●・ぶっかけ願望に憑りつかれた女 東條なつ（10月18日、グローリークエスト）
- 超無敵えんこうせい 東條なつ@ノースキンズ！（10月19日、ノースキンズ）
- 【4K】4K Revolution コスかわいいが…止まらない。 東條なつ（10月29日、クリスタル映像）
- ノーパン出勤がバレて性社畜と化した美人上司と精子尽きるまで絡み合う濃厚中出し性交 東條なつ（11月8日、	VENUS）
- 僕の彼女は東條なつ（11月5日、プラネットプラス）
- メガネを奪われてほぼ盲目な文学女子の幼馴染が運動部の部室で中出し輪●されて何もできなかった陰キャの僕。 東條なつ（11月15日、ムーディーズ）
- マジックミラー便×東條なつファン感謝祭企画！東條なつの凄テクに15分間耐えられたらご褒美の生中出し筆おろし！！（11月15日、ディープス）
- 東條なつと結婚！？ウェディングドレス世界一似合ってて即勃起ラブラブ！ ただイチャイチャして、チュッチュッして、揉み揉みして、舐め舐めして、ズボズボパンパンして、ドピュドピュ出して、イチャラブセックスした！（11月27日、SWITCH）
- 「今！ココで！キスできたら、今日は中出しさせてアゲルっ」 イジワル小悪魔が路チュー挑発でM男くんをオトすどっきどき接吻デート！ご褒美逆種付けSEXでキンタマスッカラカンになった僕… 東條なつ（12月20日、ムーディーズ）
- 中年オヤジと清純派美少女 東條なつ（12月23日、CHoBitcH）

- 僕のことが好きすぎる姪っ子J系に溺れるほどヨダレを飲まされフル勃起！とろっとろ唾液ベロちゅうで理性を溶かされキスまみれSEXで何度も中出ししまくった。 東條なつ（2月21日、	ルナティックス）
- ガチ中出し女優ちゃん 東條なつ（2月27日、First Star）
- 人妻の浮気心 東條なつ（3月21日、人妻援護会/エマニエル）
- 専属移籍 2ヶ月間の絶対禁欲命令！極限までオナ禁したなっちゃんを絶倫男宅に派遣したら大暴走中出ししまくりスペシャル！！ （3月28日、本中）
- どこでもおしっこ! 素人娘の大放尿30人 スロー再生でじっくり鑑賞できるマニア向け映像 7（4月4日、かぐや姫Pt/妄想族）
- 両親がいない二日間、妹に欲望剥き出しでハメまくった中出し記録。 東條なつ（4月11日、本中）
- こっそりコンドームを外して覆いかぶさり挿入部見せずににやにやベロキス騎乗位してくる生中出し大好き美顔お姉さん 東條なつ（4月25日、本中）
- 華奢スレンダー美少女な彼女が俺の親父に寝取られ種付けプレスされていた。 東條なつ（5月9日、ダスッ！）
- 僕らの彼女なっちゃんBEST 東條なつMOODYZ出演6作品8時間（5月16日、ムーディーズ）
- 助けの来ない男子寮 男達が友達を呼び、そのまた友達を呼び― 次々に生で中に出され続けるわらしべ輪●レ×プ 東條なつ（5月23日、本中）
- 雑魚ち○ぽと煽ってくるメスガキな妹には、俺のペニスでわからせる。 東條なつ（6月13日、ダスッ！）
- 学生時代の電車痴●オヤジが母親と再婚ー。 その日から来る日も来る日も言いなり制服中出しペットにさせられて…。 東條なつ（6月27日、本中）
- 跡継ぎを産む為に変態義父の子種で孕まさせられる若妻 東條なつ（7月11日、ダスッ！）
- お客さんがいるのに… コンビニバイト中に精液倍増の媚薬を飲んだ大嫌いなゲス店長にショートタイム時短中出しで子作りの練習台になった私… 東條なつ（7月25日、本中）
- 童顔スレンダーの連れ子から誘惑された私は理性を失い、貪り尽くしてしまった。 東條なつ（8月8日、ダスッ！）
- いつも可愛いと思っていたカフェ店員をダメ元でデートに誘ったら困り顔しながらも笑ってOKしてくれて、日帰りデートのはずだったけど、ホテルに連れ込んだら、急にエッチで積極的になってきて、朝までめちゃくちゃ中出ししまくった。 東條なつ（8月22日、本中）
- 派遣マッサージ師にきわどい秘部を触られすぎて、快楽に耐え切れず寝取られました。 東條なつ（9月12日、ダスッ！）
- 身代わり中出しお仕置きメイド 父親を守るため大嫌いなキモオヤジにマ○コを差し出した制服美少女 東條なつ（9月26日、本中）
- 無防備に黒パンストを見せつける姉ちゃんのデカ尻を揉み倒して中出ししてしまった僕。 東條なつ（10月10日、ダスッ！）

- 東條なつFirst BESTきらり輝く一番星6作品450分BEST（9月24日、本中）
- カメラの前でおしっこする女 5（11月26日、グローリークエスト）
- 妻の不倫が夫の本能を呼び醒ます。寝取られるのだけは許せないので、間男になり代わって妻を犯し尽くす純愛性交。 東條なつ（12月10日、ダスッ！）
- セックスの相性抜群な2人の濃密テント内交尾 人妻になった元カノと過ごす1泊2日の中出しキャンプデート 不倫だとか世間の目だとか全てのしがらみを忘れてテントの中でナマで抱き合って中出ししまくった 東條なつ（12月24日、本中）

- 毎日僕を看病してくれる初恋ナースがゲス医院長の絶倫中年オヤジに真夜中の空き病室で圧迫ピストン！ ブリブリ精子が逆流するまで種付けプレスされていた…夜勤NTR 東條なつ（1月28日、本中）
- 秘密の中出し学園祭 エッチな願いが叶う魔法のステッキでクラスでぼっちの僕が可愛い美少女10人のマ●コ・ア●ル丸見せ大乱交スペシャル！！（2月19日、本中）
- 隣人の可愛いお姉さんとメンズエステで再会、同棲中の彼氏に嘘をつかせてコンビニに行く10分の間に自宅裏オプ本番で毎日時短中出し 東條なつ（2月26日、本中）[59]
- 男嫌いなスレンダー美乳の連れ子に媚薬を●ませて一週間。子宮が疼き、理性を失った娘は、嫌がりながらも俺の巨根を求めるようになった。 東條なつ（3月11日、ダスッ！）[60]
- 彼女昇格狙ってナマ中出しもOKする俺にホレてる健気でかわいい後輩をノーブラで野外連れ出しちくぽちデート 東條なつ（3月25日、本中）
- 一緒に上京してきた可愛い彼女は俺のために絶倫権力おじさんに種付けセックスされていた。 東條なつ（4月8日、ダスッ！）
- 幸せの絶頂から大転落レ×プ 彼の家に招待されてルンルンだったのに…そこには見知らぬ男たちがいて、丸裸に剥がされて、何度も何度も無理やり中出し輪●されてしまいました… 東條なつ（4月22日、本中）
- 嫌い。気持ち悪い。と思っていたおっさん体育教師に舐めまわされていくうちに、若い恋愛よりも、ねちっこい絶頂に堕ちていった私。 東條なつ（5月7日、ダスッ！）
- コンドームのつけ方を教えていただけなのに！ 喪女な姉が大学デビューを果たしたら…あり余る性欲が爆発！！弟チ●ポにグラインド騎乗位で絶頂中出し求めちゃうエッチな姉貴。 東條なつ（5月27日、本中）
- 【不倫は文化だ】と古事記にもそう書かれている。 東條なつ（6月10日、ダスッ!）
- はにかみ笑顔かわいい美少女が完全主観であなたを見つめて中出し誘導！至高の【顔面特化】オナニーサポート 東條なつ（6月24日、本中）
- 非モテ弱男チ○ポを全肯定よちよち勃起させてイチャとろ痴女テクでジュッポり抜いてくれる美尻スレンダー人妻お姉さん。 東條なつ（7月8日、ダスッ！）
- 声出したら中出し！美少女孕ませきもだめし林間学校3（7月15日、本中）
- 妻の連れ子は、2人きりになるとノーパンノーブラで甘えてくるいけない子… 男を知らない純心義娘の求愛だいしゅきホールド性交に沼り中出ししまくった。 東條なつ（7月22日、本中）
- 痛カメコに小悪魔誘惑でガチ恋どぴゅ沼につき落とす痴女コスプレイヤー 秘密のコスパコ中出し撮影会 東條なつ（8月12日、ダスッ！）[61]

### アダルトVR
- 「アンタのことどんだけ好きだと思ってんのーーー！！」浮気を疑われ大喧嘩…直後の愛情一発 胸熱！膣キュン！中出し仲直りセックス 東條なつ（1月11日、kawaii*）
- 東條なつ この制服女子とこれからSEXします！顔面偏差値75！めちゃくちゃかわいい女の子に顔を見つめられながらの超赤面SEX！優しい彼女が指マンでの潮吹きで一気にエロモード突入！耳を疑うようなエッチなセリフにフルボッキ間違いなし！（1月26日、CRYSTAL VR）
- 新人美少女デリヘル嬢がち○ぽ堕ち イクイクッ！！早漏セックス！！本番禁止なのにオイルで敏感、イキまくり、中出し性交 なつ（1月26日、unfinished）
- 射精師〜女の子しか生まれない村に派遣された僕〜（2月19日、unfinished）
- デリヘル呼んだら来たのが妻の妹！！「一度だけ…」と試したら相性抜群セックスが癖になり家でもヤリまくってしまった。 東條なつ（2月19日、マドンナ）
- 神聖不可侵絶対領域倶楽部〜＃ニーハイ ＃太もも ＃制服 ＃東條なつ〜（2月26日、CASANOVA）
- すぐにイっちゃう敏感な彼女は恥ずかしいけどイクたびお漏らししちゃう！潮吹きしすぎてベッドもびちゃびちゃイキまくりいちゃラブSEX 東條なつ（3月1日、SODクリエイト）
- 「私をもっといじめてください…」 僕だけに従順なご奉仕メイドVR 東條なつ（3月2日、アタッカーズ）
- 新人媚薬潜入捜査官・なつが犯人グループ摘発！？のはずが拘束されて性感拷問！媚薬を塗られて快楽地獄！東條なつ（3月3日、マックス・エー）
- マジックミラーペアルームNTRエステ すぐ隣で敏感すぎる彼女が痙攣するほどイキまくり潮吹き連発！僕も痴女エステティシャンに責められ鬱勃起ナマ中出しSEX（3月4日、SODクリエイト）
- あの頃、制服美少女と。 東條なつ（3月19日、ドリームチケット）
- ノーブラじょしこーせー〜制服とブルマ姿で愉しむロリ可愛いコとの性活〜 東條なつ（3月19日、CASANOVA）
- 足コキJ○のまとめVR（3月26日、TMA）
- HQ 劇的超高画質 上京前夜 最後にもう一度… 青春時代の元カノと想い出回想SEX（4月6日、ブイワンVR）
- 小悪魔エロアンテナ×ホットパンツで兄を何度も何度も誘惑するギャル妹 東條なつ（4月7日、ケイ・エム・プロデュース）
- 淫語でオナサポVR〜射精を管理されたいM男向け！オナ指示痴女によるJOIスペシャル2〜（4月16日、CASANOVA）
- ノリ良しコスパ良し！必ずリピートしてしまう全身フニャフニャになるまで舐め尽くす小悪魔J●裏リフレ 東條なつ（4月26日、KMPVR-bibi-）
- HQ60fps 接写顔騎コレクションVR（6月2日、マックス・エー）
- HQ60fps パパ活娘の哀れな末路 身元バラされたくなかったらタダで中出しさせろ！（6月4日、TEPPAN VR）
- SEX史上最強の密着感！真夏の300分対面座位SUPERBEST（7月2日、ケイ・エム・プロデュース）
- 美女12名125分！超絶景ガン見オナニーVR 股間ガン見！顔ガン見！乳ガン見！アナルガン見！見たいオナニーがココにある！（7月3日、CRYSTAL VR Plus）
- 「もうゴム無いから生でするしかないね」教え子に中出しを迫られ放課後ナマ交尾（7月6日、RADICAL-KMPVR-）
- 初心な素人お嬢さんを言葉巧みに騙して媚薬を飲ませてオイルマッサージで悪徳エステ！！ちょっと弄ったダケで全身性感帯でオマ●コグチュグチュ状態にさせたら自ら【天井特化】で上に乗ってきて金玉袋の精子が枯れ果てるまで何度も生中出しし放題体験VR！！（7月6日、unfinished）
- 天井特化アングルVR ～僕の彼女は天使の笑顔で元気をくれる存在だ～ 東條なつ（9月9日、ケイ・エム・プロデュース）
- 本気イキでパンツビショ濡れぴえん-女子校生全力8人オナニーVR-（9月20日、ケイ・エム・プロデュース）
- ベロ見せつけVR（10月2日、ケイ・エム・プロデュース）
- 女子校生のご褒美顔騎を天井特化で見るVR（10月10日、ケイ・エム・プロデュース）
- すっぴん顔面特化VR（11月1日、ケイ・エム・プロデュース）
- 天井特化アングル×JOI VR（11月11日、ケイ・エム・プロデュース）
- 舐め特化VR （VRKM-451）（12月1日、ケイ・エム・プロデュース）
- 単なるセフレだったはずなのに… 心臓の鼓動まで伝わる超密着で僕の事を愛してやまない 東條なつ（12月3日、ケイ・エム・プロデュース）
- 東條なつ 部屋に転がり込んできた黒髪女子と朝から晩までヤリまくる超幸せな一日。（12月7日、CRYSTAL VR）
- 攻撃的うまのり風俗 可愛いマウント全開でイカせまくる学園ヘルス 東條なつ（12月27日、KMPVR-bibi-）

- 吐息を感じる至近距離で常に感じてる顔を見続けられる！顔面ゼロ距離限界特化VR なつ（2月3日、unfinished）

- 【VR】「君のためなら死ねる…」なつスマイルにもうキュン死寸前！チアガールのTバック尻に即ズボッVR 東條なつ（10月8日、CRYSTAL VR）
- 【VR】「ねえ…もっとイキそうになってる顔見せて？」早漏男子を楽しそうに何度も何度も射精させ続ける極甘爆ヌキ女子校生デリヘル嬢 東條なつ（10月26日、Scream！VR）
- 【VR】JKリフレ リアル体験プラスアルファ編 東條なつ（11月3日、Yellow Pinkman）

- 【VR】放課後の教室でカラオケ店で教え子とナマ中出し 僕のことを好きな女子生徒が自発的にピル飲んで中出し2SEX 東條なつ（9月11日、本中）

- 【VR】「中に出したかったら、ナースコールで呼んで」僕にだけエロ仕掛けしてくるオマ●コナース 東條なつ（4月8日、本中）

- 【VR】心の声が聞こえるVR～メンズエステ編～ お高く止まったメンエス嬢のギャップを聞け！やる気がなさそうな嬢は実は超敏感で強引に責めてくれるの待ち。 東條なつ（4月29日、ダスッ!）
- 【VR】同窓会で帰省した幼馴染10人が僕とお見合い大作戦！～女だらけの田舎村で僕1人を奪い合う超ハーレム中出し大乱交～（7月13日、本中）

### イメージDVD
- 東條なつ /黒髪美少女は純真華憐（2021年12月18日、メディアアーツ）
- AV女優 東條なつ（2021年8月26日、スパークビジョン）
- Natsu スマイル☆革命（2020年4月16日、REbecca）
- 最後の恋煩い 真夏の太陽よりも輝いて（2020年8月23日、Superlative）
- 東條なつ/なつ色エンジェル（2023年2月27日、メディアブランド）
- 東條なつ / sweet smile（2023年5月26日、メディアブランド）
- Natsu2 おうちDEデート！！・東條なつ（2023年9月7日、REbecca）
- 東條なつ /First Love ～なつ恋～（2024年2月16日、メディアブランド）
- 東條なつ/ First Kiss～禁じられた愛～（2025年5月23日、メディアブランド）

### 写真集
書籍版
- 東條なつ写真集『なついろ』（2020年8月26日、ジーウォーク、撮影:14y.ムラミツ）
- ハニカミなつ笑顔（2023年4月25日、彩文館出版、撮影:斉木弘吉）ISBN:978-4775606636

デジタル写真集
- Natsu スマイル☆革命（2020年9月26日、REbecca）
- FLOWER 東條なつ vol.01（2020年12月11日、ジーウォーク）

### ポーズ集モデル
- ビジュアルヌード・ポーズBOOK act 東條なつ（2021年7月21日、二見書房、撮影：長谷川朗）

## 出演

### ライブ
- LADY MADONNA-拡大版-（2020年11月27日、川崎CLUB CITTA'）[13][14]

### インターネット配信
- YouTubeチャンネル「夕刊フジチャンネル」（2020年2月23・29日・3月7日、YouTube）
- YouTubeチャンネル「FALENO Official Channel　聖ファレノ女学院」（2020年3月2日・6月20日、YouTube）
- カチコチTV（2021年12月17日、24日、FANZA見放題）
- あやかし討滅伝コウガイガー（Kougaiger）（2021年9月17日‐10月8日、ギガ特撮チャンネル/YouTube）‐セイラ役
- あ・べ・こ・べround２ ココロとカラダのSEXYラプソディ（2023年9月6日、シネポップ、シネマファスト）[62]

### テレビ
- LINXカフェ第四夜（2022年L3月16日、エンタ!959）[63]
- キラ☆スマなっちゃん（2023年1月17日[64] - 、エンタ!959）
- もう!バカリズムさんの超H! #61（2025年3月31日、フジテレビONE）

### ラジオ
- ラジオのアナ〜ラジアナ/深夜3時のヒロイン（2023年3月16日、3月23日、FM NACK5）

### 舞台
- GIGAスーパーヒロインライブvol.3（2022年12月3日、秋葉原From Scratch）- シャドウキャット 役[65]
- GIGAスーパーヒロインライブvol.4（2023年1月7日、秋葉原From Scratch）- コウガイガーセイラ 役[66]

### CM
- 音声通話アプリVoifull（ボイフル）（2023年、合資会社マックス）[67]